# Max Heymann

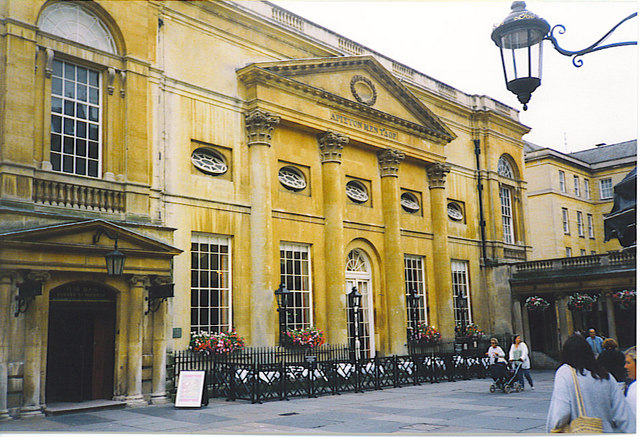
Grand Pump Room in Bath – Spielstätte von Musikdirektor Max Heymann

Max Richard Heymann (* 18. April 1862 in Johanngeorgenstadt, Königreich Sachsen; † 1911 in Bath, England) war ein deutsch-englischer Musikdirektor und Dirigent.

## Leben und Wirken
Er stammte aus dem sächsischen Erzgebirge und war der Sohn des Bürgers und Kunsttischlermeisters Christian Gottlob Heymann. Seine Mutter war Auguste Emilie geborene Teller aus der Schmiedemeisterfamilie Teller, die durch die Herstellung und Vermarktung schmiedeeiserner erzgebirgischer Schwibbögen überregional bekannt geworden ist. Der musikbegeisterte und talentierte junge Mann ging nach dem Besuch der Bürgerschule in Johanngeorgenstadt zur Lehre nach Greiz in das sächsische Vogtland. Im Anschluss wurde er Mitglied einer Militärkapelle, trieb Musikstudien in der Reichshauptstadt Berlin und folgte schließlich einem Ruf als Musikdirektor in Bath im Südwesten Englands. Diese Hauptstadt der englischen Grafschaft Somerset am Avon war damals in der Musikszene weltbekannt durch ihr Pump-Room-Orchester. Heymann war von 1892 bis zu seinem Tod 1911 Leiter dieses Orchesters, Frank Tapp übernahm nach ihm die Leitung.
Heymann spielte mit seinem über 50 Mann starken Bath City Orchestra, das seit 1892 unter seinem Dirigat stand, während der Wintersaison in dem Bath benachbarten Bristol. Unter ihm als Musikdirektor spielte u. a. der berühmte Musiker Fritz Kreisler, den Heymann im böhmischen Kurort Karlsbad für sich gewonnen hatte. Am 6. Februar 1902 gab der in Australien geborene Pianist Percy Grainger unter Heymann sein erstes Klavierkonzert in Bath.
Von zeitgenössischen Musikkritikern wurde Max Heymann als bedeutend eingeschätzt. Sein anziehendes Wesen sei frei von Prahlerei gewesen. Er wäre ruhig wie zufällig an sein Dirigentenpult gegangen. Seine Ruhe erschien all denen wohltuend, die nur die Musik auf sich wirken lassen wollten. Seine persönlichen Musikauffassungen spielte er mit wirksamen Varianten von Accent, Licht und Schatten und seine Musik verriet den Herzensschlag des großen Künstlers.
Bath starb 1911 durch Suizid. Er erschoss sich im Garten seines Hauses, nachdem er von seiner unheilbaren Krankheit erfahren hatte. Heymann war mit Edith Meadows (1872–1960) aus Frankfurt verheiratet, die bei Clara Schumann das Klavierspielen gelernt hatte.
Zeit seines Lebens hielt Heymann Kontakt zu seiner Heimatstadt in Deutschland, in der er sehr verehrt wurde und in der eine Waldschneise hinauf zum Erzgebirgskamm nach ihm benannt wurde.